# On ne naît pas femme : on le devient

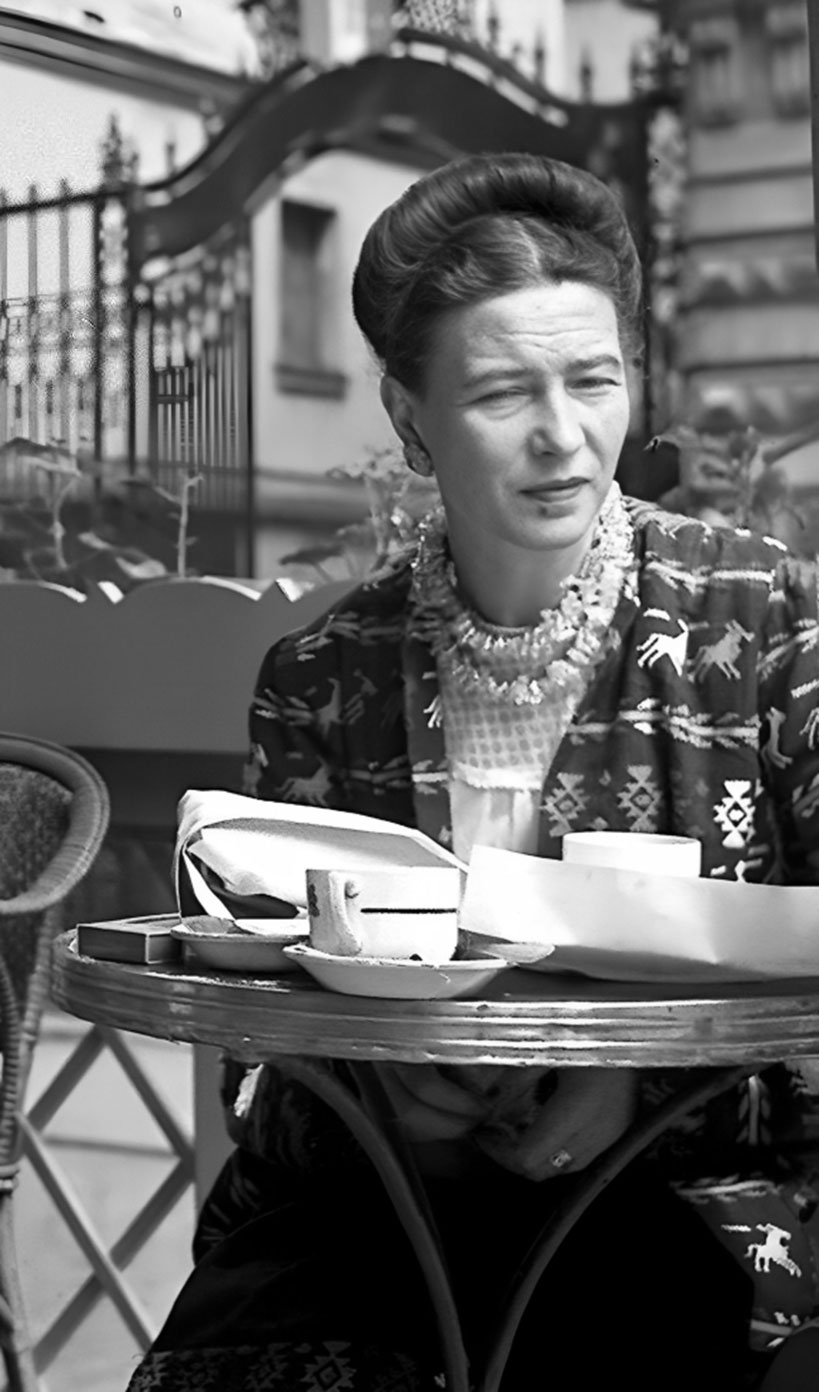
Simone de Beauvoir en 1950

« On ne naît pas femme : on le devient », est une citation extraite d'un livre de Simone de Beauvoir, un essai philosophique publié en 1949 : Le Deuxième Sexe. Cette phrase, devenue, au fil du temps, un slogan utilisé par des mouvements féministes, a également été détournée pour d'autres types de revendications.

## Origine
En 1949, la philosophe Simone de Beauvoir publie un essai dénommé Le Deuxième Sexe. Cette phrase qui ouvre le second tome de cet ouvrage fait scandale et sert ensuite de modèle aux études sur les femmes et leur condition. Cette citation est devenue un réel slogan du féminisme évoquant la principale revendication des femmes dans leur rapport d'égalité avec les hommes.
Animée par les principes de l'existentialisme, Simone de Beauvoir n'accepte pas que l'être humain soit soumis à un quelconque destin préétabli et récuse donc le principe d'une « nature féminine ».

Lors d'un entretien accordé par la philosophe à Pierre Viansson-Ponté et publié par le journal Le Monde en deux volets, les 10 et 11 janvier 1978, Simone de Beauvoir ne renie pas cette phrase devenue (selon le journaliste), une « formule »
« Je la maintiens tout à fait. Tout ce que j’ai lu, vu, appris pendant ces trente années m’a complètement confirmé dans cette idée. On fabrique la féminité comme on fabrique d’ailleurs la masculinité, la virilité. Il y a eu beaucoup d’études très intéressantes de psychanalystes, de psychologues, ou autres, pour démontrer ce fait. »

## Antériorité
Tertullien, chrétien converti à la fin du IIe siècle, écrit dans son Apologétique : « il fut un temps où nous riions, comme vous, de ces vérités. Car nous sortons de vos rangs. On ne naît pas chrétien, on le devient ».
Dans son traité d’éducation De pueris instituendis (Comment éduquer les enfants), paru en 1519 et traduit en français en 1537, Érasme utilise la formule : « on ne naît pas homme, on le devient ». Le propos renvoie à la formation de l'homme, au sens générique d'être humain, à travers les humanités.

## Évocation et postérité

### Littérature
Dans son article « On ne naît pas femme », publié en 1980 dans la revue féministe française (fondée par un groupe de féministes qui comprenait Simone de Beauvoir), la théoricienne et militante féministe française Monique Wittig utilise la citation de la philosophe afin d'appuyer sur le fait que la civilisation est à l'origine d'un « statut féminin » , mais elle va plus loin en rejetant la catégorie même de sexe, qu'elle juge « totalitaire » : « Elle forme l’esprit tout autant que le corps puisqu’elle contrôle toute la production mentale. Elle possède nos esprits de telle manière que nous ne pouvons pas penser en dehors d’elle. C’est la raison pour laquelle nous devons la détruire et commencer à penser au-delà d’elle si nous voulons commencer à penser vraiment, de la même manière que nous devons détruire les sexes en tant que réalités sociologiques si nous voulons commencer à exister ».
En 2011, l'exposition de la photographe Marie-Hélène Le Ny inspirée par la phrase de la philosophe propose une exposition dans la ville d'Aubervilliers et dénommée « On ne naît pas femme, on le devient ». Cette exposition présente comme thème principal la condition de la femme à travers un diaporama de 192 portraits où chaque visage s'accompagne de textes divers parlé, lu et chanté.

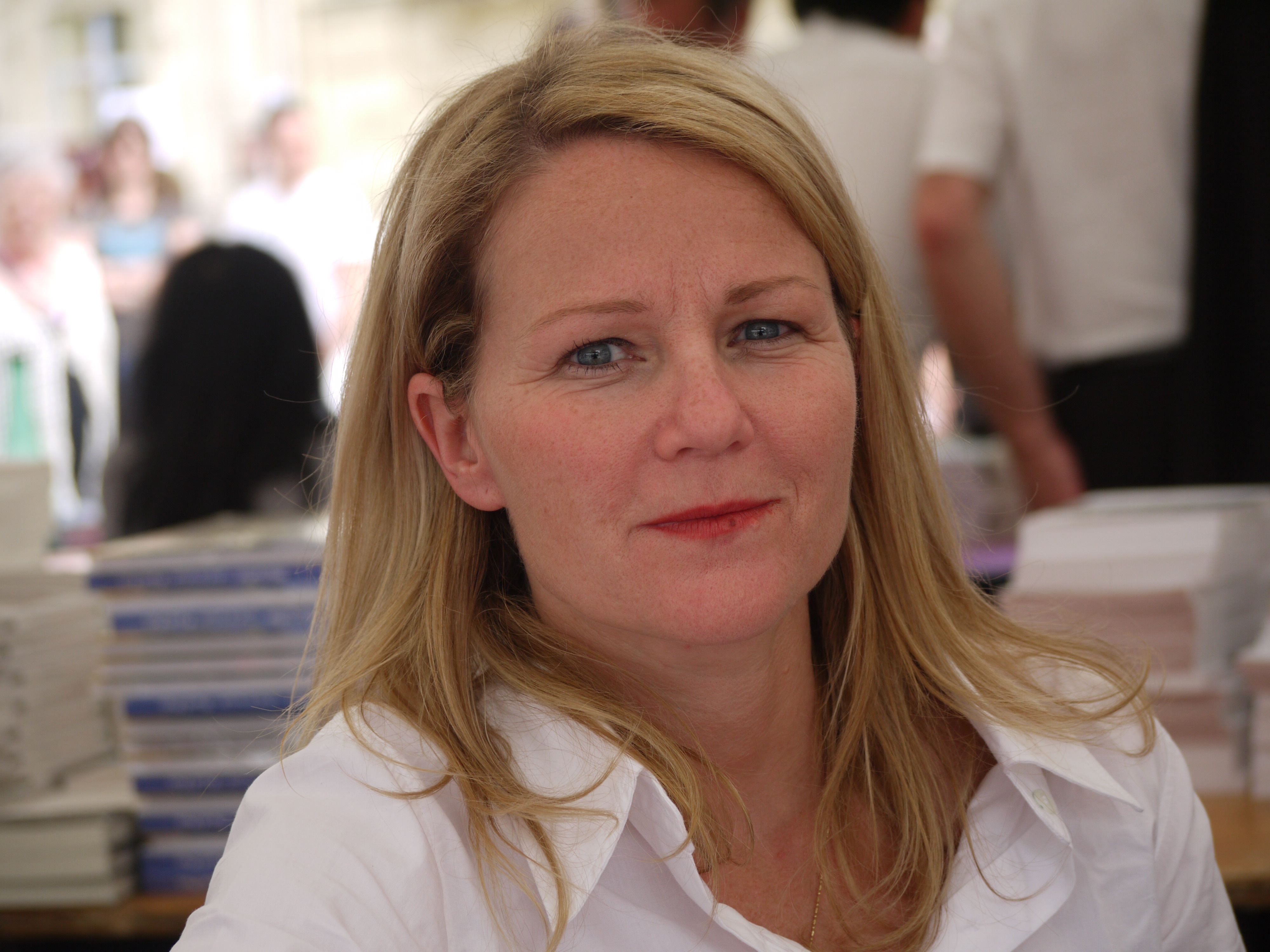
Fabienne Brugère

Fabienne Brugère,  philosophe française spécialisée en esthétique et en philosophie de l'art, se réfère directement à la phrase de Simone de Beauvoir dans le titre de son livre, publié en 2019, On ne naît pas femme, on le devient en déclinant celle-ci au travers de tous les âges de la vie des femmes.
Manon Garcia, philosophe française née en 1985, spécialiste en philosophie féministe, s'inspire de la citation de Simone de Beauvoir dans le titre de son premier essai en 2018, On ne naît pas soumise, on le devient.
La bande dessinée Le féminisme, écrit par Anne-Charlotte Husson et illustré par Thomas Mathieu, est publiée, en 2016, dans la collection « La Petite Bédéthèque des Savoirs » (tome 11) reconnait cette citation comme un des sept slogans du féminisme en tant que combat politique.

### Manifestations
Organisée à la veille de la Journée internationale pour l'élimination de la violence à l'égard des femmes de 2018, la manifestation organisée à Paris, le 24 novembre, de nombreuses pancartes se dressent dans le cortège dont la phrase de Simone de Beauvoir, « On ne naît pas femme, on le devient ».

### Influences
Dès la seconde moitié du XXe siècle (particulièrement durant les années 1970), puis au cours du XXIe siècle, cette citation s'est transformé en véritable slogan féministe
,. Au delà du féminisme, de nombreux groupes ou associations ont détourné ce slogan en gardant sa construction :
- La ligue des droits de l'homme crée le slogan « On ne naît pas citoyen ou citoyenne, on le devient », utilisé en 2015[13].
- L'Armée de terre française s'inspire également cette citation avec ce slogan « On ne naît pas soldat, on le devient » à l'occasion de sa campagne de communication de recrutement lancée en 2010[14].
- Le titre de l'essai écrit par le philosophe et dramaturge français Jean-Louis Sagot-Duvauroux, On ne naît pas Noir, on le devient (édité chez Albin Michel) s'inspire également de la célèbre phrase de Simone de Beauvoir et le revendique dans le début de son essai[15].
- Formateur et expert pour plusieurs grandes institutions internationales, Jean-Claude Salomon est l'auteur d'un livre dénommé On ne nait pas terroriste, on le devient, publié chez La boite à pandore en 2019[16].
- Un livre de conseil aux parents, édité par les Éditions XO, en 2017, porte comme titre On ne naît pas parent, on le devient Les conseils de Super Nanny[17].
- En 2021, Marco Micone publie On ne naît pas Québécois, on le devient[18].
- Dans son autobiographie Un garçon comme vous et moi (Seuil 2019), Ivan Jablonka montre que : "On ne naît pas homme, on le devient"[19].